# Solitude, Dominance, Tragedy
Solitude, Dominance, Tragedy è il secondo album della band Evergrey.

## Tracce
1. Solitude Within - 5:32
2. Nosferatu - 5:39
3. The Shocking Truth - 4:34
4. A Scattered Me - 4:16
5. She Speaks to the Dead - 4:57
6. When Darkness Falls - 4:50
7. Words Mean Nothing - 4:11
8. Damnation - 3:50
9. The Corey Curse - 5:21